# Voegtlinshoffen
Voegtlinshoffen é uma comuna francesa na região administrativa de Grande Leste, no departamento Alto Reno. Estende-se por uma área de 3,98 km². Em 2010 a comuna tinha 497 habitantes (densidade: 124,9 hab./km²).